# Başakşehir Fatih Terim Stadı
Das Başakşehir Fatih Terim Stadı (voller Name: İstanbul Başakşehir Fatih Terim Stadı, auch Başakşehir Fatih Terim Stadyumu, deutsch Başakşehir-Fatih-Terim-Stadion) ist ein Fußballstadion im Stadtteil Başakşehir der türkischen Metropole Istanbul. Die 2014 eingeweihte Spielstätte ist nach dem türkischen Fußballspieler und -trainer Fatih Terim, dem erfolgreichsten Trainer des türkischen Fußballs, benannt. Der Fußballverein Istanbul Başakşehir empfängt hier seine Gegner zu den Spielen.

## Geschichte
Seit der Verein Istanbul Başakşehir 1990 gegründet wurde, damals noch als Istanbul Büyükşehir Belediyespor, trat man in verschiedenen Stadien zu den Heimspielen an. Aufgrund dieser Heimatlosigkeit wurden im Jahr 2006 die ersten Pläne vom Architekturbüro Arima Mimarlik für ein neues Stadion vorgelegt. Die Pläne sahen eine Kapazität von 22.500 Besuchern vor. Mit dem Aufstieg in die Süper Lig zur Saison 2007/08 war ein erstligataugliches Stadion vonnöten. Der Verein zog in das Atatürk-Olympiastadion, welches nur rund zwölf Kilometer südwestlich der neuen Arena liegt. 
Im Oktober 2006 wurde der Grundstein für die zukünftige Heimat des İBFK gelegt. Nach zahlreichen Änderungen und Verzögerungen sollte es aber noch bis in das Jahr 2013 dauern, bis die Bauarbeiten, nach einigen Vorarbeiten 2012, beginnen konnten. Nach etwa 16 Monaten konnte das Stadion auf einer Fläche von 162.000 Quadratmetern mit drei Trainingsplätzen fertiggestellt werden. Die Baukosten lagen 60 Prozent über denen von den ursprünglichen Planungen von 2006. Anders als bei anderen modernen Stadien ist das Flutlicht nicht am Dach montiert, sondern wie früher auf vier Masten installiert. In dem reinen Fußballstadion verlaufen die Hintertortribünen in Nord und Süd nicht direkt am Spielfeldrand, sondern sind in Kurven angelegt.
Die Eröffnung des Stadions wurde am 26. Juli 2014 vom damaligen Ministerpräsident Recep Tayyip Erdoğan durchgeführt. Bei der Veranstaltung wurde auch der offizielle Name des Stadions, İstanbul Başakşehir Fatih Terim Stadı, enthüllt. Der Eröffnung folgte ein Prominenten-Fußballspiel zwischen einer weißen und einer orangen Mannschaft. Die Partie über zweimal 15 Minuten endete mit einem 9:4 für die orange Elf mit Recep Tayyip Erdoğan.

## Ausstattung
Das Stadion bietet auf den umlaufend doppelstöckigen Rängen eine Zuschauerkapazität von 17.139 Sitzplätzen. Insgesamt wurden 30 Stadionlogen eingerichtet. Hinzu kommen 300 Plätze auf der V.I.P.-Tribüne. Auf dem Presserang finden 314 Journalisten Platz. Unter dem Stadiondach sind für die kalte Jahreszeit Infrarotwärmestrahler für die Zuschauer angebracht. 
Zu den Räumlichkeiten und Ausstattung gehören weiter:
- drei Räume für die Vertreter der Fußballverbände FIFA, UEFA und dem TFF
- vier Umkleidekabinen für Sportler
- zwei Schiedsrichterzimmer
- Sportler-Gesundheitszentrum
- Dopingtest-Kontrollraum
- ein Saal mit 170 Plätzen für Pressekonferenzen mit Simultanübersetzung
- drei Fernsehstudios sowie Interviewzonen
- Rasenheizung
- Bewässerungs- und Drainagesystem für den Spielfeldrasen
- Sauna
- Hammām
- Fitnessstudio
- 13 Aufzüge
- acht kleine Moscheen
- Arrestzellen
- 350 Parkplätze im Stadion
- 1300 Parkplätze um das Stadion